# Sweep It Into Space
Albums de Dinosaur Jr.
Give a Glimpse of What Yer Not
(2016)
Singles
1. I Ran Away
Sortie : 2021
2. Garden
Sortie : 2021
3. Take It Back
Sortie : 2021

Sweep It Into Space est le douzième album studio du groupe américain Dinosaur Jr., publié le 23 avril 2021. L'album est coproduit par J Mascis et Kurt Vile.

## Contexte
Après la sortie de l'album Give a Glimpse of What Yer Not en 2016, J Mascis publie en 2018 un troisième album solo nommé Elastic Days. Barlow réactive son groupe Sebadoh, avec lequel il publie l'album Act Surprised en 2019. Du 30 juillet au 2 août 2019, Dinosaur Jr. organise Camp Fuzz à Full Moon Resort, dans l’État de New York. Le week-end propose des concerts ainsi que différents ateliers axés sur la musique, présentés par le trio lui même. Entre 2016 et 2018, Dinosaur Jr. donne environ 200 concerts, lors de tournées qui passent par l'Amérique du Nord, l'Europe, le Japon et l'Australie.
L'enregistrement de Sweep It Into Space débute à l’automne 2019 au studio Bisquiteen, situé au domicile de J Mascis, à Amherst, dans L'État du Massachusetts,. Kurt Vile est invité pour coproduire l'album, que le groupe souhaite publier l'année suivante. La session est interrompue par la crise sanitaire consécutive à la pandémie de Covid-19. Mascis termine seul l'enregistrement au cours de l'année 2020 : « pour copier quelques trucs que Kurt avait faits », même si « la session d’enregistrement était déjà quasiment terminée au moment où tout est vraiment parti en couille ». En mai 2020, Lou Barlow interprète une version acoustique du nouveau titre Garden lors d'une session solo en ligne. Les 11 et 12 septembre de la même année, le groupe interprète également Garden, ainsi que To Be Waiting lors de deux concerts socialement distancés. Un autre concert en streaming est donné le 28 novembre à Northampton (Massachusetts).  
En février 2021, Dinosaur Jr. annonce le titre et la sortie de l'album pour le 23 avril 2021. Le même jour, ils en publient un premier extrait nommé I Ran Away.

## L’album
Sweep It Into Space paraît le 23 avril 2021, sur le label Jagjaguwar.
Il obtient un bon accueil critique, avec un score moyen de 80/100, sur la base de 20 critiques collectées, sur le site agrégateur de critiques Metacritic.
Lou Barlow signe deux compositions, comme sur chaque album du groupe depuis Beyond en 2007.

## Liste des titres
| No  | Titre              | Auteur     | Durée |
| --- | ------------------ | ---------- | ----- |
| 1.  | I Ain't            | J Mascis   | 4:11  |
| 2.  | I Met the Stones   | J Mascis   | 3:45  |
| 3.  | To Be Waiting      | J Mascis   | 4:12  |
| 4.  | I Ran Away         | J Mascis   | 3:30  |
| 5.  | Garden             | Lou Barlow | 3:02  |
| 6.  | Hide Another Round | J Mascis   | 3:58  |
| 7.  | And Me             | J Mascis   | 3:35  |
| 8.  | I Expect It Always | J Mascis   | 3:39  |
| 9.  | Take It Back       | J Mascis   | 4:02  |
| 10. | N Say              | J Mascis   | 3:15  |
| 11. | Walking To You     | J Mascis   | 4:41  |
| 12. | You Wonder         | Lou Barlow | 3:39  |

La version japonaise contient deux titres live  supplémentaires, enregistrés le 28 novembre 2020 à Northampton (Massachusetts).
| No  | Titre                               | Durée |
| --- | ----------------------------------- | ----- |
| 12. | To Be Waiting (Live From Look Park) |       |
| 13. | Garden (Live From Look Park)        |       |

## Interprètes
- J Mascis - guitare électrique, chant
- Lou Barlow - basse, chant
- Murph - batterie
- Kurt Vile - guitare sur I Met The Stones, I Ran Away et N Say - chœurs sur I Ain't, I Met The Stones, I Ran Away, Hide Another Round, I Expect It Always et N Say.

## Équipe de production
- J Mascis, Kurt Vile - producteur
- J Mascis, Justin Pizzoferrato, Marc Seedorf, Mark Miller – ingénieur du son
- John Agnello - mixage audio
- Greg Calbi – mastering

## Vidéos promotionnelles
- 2021 : I Ran Away[14]
- 2021 : Garden[15]
- 2021 : Take It Back[16]